# Întâlnire pe ring
Întâlnire pe ring (titlul original: în rusă Боксёры, transliterat: Boksiorî) este un film dramatic sovietic (RSS Ucraineană), realizat în 1941 de regizorul Vladimir Gonciukov, după romanul omonim al scriitorului Piotr Kapița, protagoniști fiind actorii Vitali Doronin, Daniil Sagal și Ariadna Ghelț-Tur. 

## Rezumat
Kirill Kochevanov este un boxer tânăr. Are succes în box, dar întâlnirea decisivă în competițiile de calificare pentru a ajunge la un nivel mai serios, pierde participarea la campionatul european în fața actualului campion al URSS Piotr Dorohov. Dar comisia de sport a văzut înclinații deosebite în tânăr și îl ia cu cei mai buni boxeri ai echipei „Fulgerul” în Europa pentru a participa la competiții. După mai multe întâlniri victorioase, sportivii echipei sunt provocați de campionul european Henri Lance. După ce a studiat bine tactica și strategia lui Dorohov, Lance le promite tuturor jurnaliștilor că va elimina un adversar cel târziu în runda a patra. Cu toate acestea, delegația sovietică îl pune pe Kirill Kocevanov la luptă. În runda a noua, Kirill trece la ofensivă, îl atacă pe Lance și câștigă lupta.

## Distribuție
- Vitali Doronin – Piotr Dorohov, campionul la box
- Daniil Sagal – boxerul Kirill Kocevanov
- Nikolai Ivakin – Somov Nikolaevici, antrenorul echipei
- Konstantin Gradopolov – campionul european la box, Henri Lance
- Konstantin Mihailov – impresarul lui Lance
- Konstantin Sorokin – boxerul Hromcenko
- Viktor Proklov – „Muha” Șeptunov, boxer
- Ariadna Ghelț-Tur – Irina Bolșințeva, Ирина Большинцева, pilot
  - actori și roluri necreditate:
- Emmanuil Geller – asistentul lui Lans
- Efim Kopelia – Kandahcean
- Mihail Sidorkin – Volin
- Robert Ross – „Floarea Neagră”
- Ivan Bobrov – „Big Jack”
- Nikolai Volkov – comentatorul
- Nikolai Komissarov – Novikov

## Melodii din film
- Melodia „Cântec sportiv” (Спортивная песенка), text Alexander Kovalenkov, muzica de Sighizmund Kaț, interpretează Piotr Kiricek.